# Maison à louer
Pour le film des Marx Brothers de 1933 ayant en version originale le même titre, Duck Soup, voir La Soupe au canard.
Pour plus de détails, voir Fiche technique et Distribution.
Maison à louer (Duck Soup) est un film muet américain réalisé par Fred Guiol, sorti en 1927.

## Synopsis
Laurel et Hardy, deux clochards assis sur un banc, lisent le journal et apprennent que pour lutter contre les graves incendies qui dévastent la région, les autorités vont réquisitionner les vagabonds. Voilà d'ailleurs un garde forestier qui s'approche et nos deux compagnons prennent la fuite.

Ils trouvent refuge dans une riche demeure. Deux domestiques (ils en ont la garde et doivent la louer durant l'absence du propriétaire) sont sur le point de la quitter pour le week-end. Ces derniers partis, nos compères s'installent, mais bientôt arrivent Lord et Lady Tarbotham, intéressés pour louer la maison. Oliver endosse aussitôt le rôle du propriétaire des lieux et Stan, travesti, celui de la bonne !
Le propriétaire, le colonel Blood, ne tardera pas lui aussi à revenir chez lui et le garde forestier est toujours à la recherche des larrons.

## Fiche technique
Source IMDb
- Titre original : Duck Soup
- Titre français : Maison à louer
- Autre titre français : Quelle situation !
- Réalisation : Fred Guiol
- Scénario : Stan Laurel d'après un sketch de Arthur J. Jefferson[2], H. M. Walker (intertitres)
- Directeur de production : Leo McCarey
- Producteur : Hal Roach
- Société de production : Hal Roach Studios
- Société de distribution : Pathé Exchange
- Pays de production :  États-Unis
- Langue : intertitres en anglais
- Format : Court métrage - Noir et blanc - Muet - 35 mm - 1,37:1  - Procédé cinématographique : Sphérique
- Genre : Comédie
- Durée : 20 minutes (deux bobines)
- Date de production : septembre 1926
- Dates de sortie : 
  - États-Unis : 13 mars 1927
  - Royaume-Uni : 23 mars 1928

## Distribution
Source IMDb
- Stan Laurel : Hives / Agnes
- Oliver Hardy : le comparse
- James A. Marcus[3] : colonel Blood
- Stuart Holmes
- Madeline Hurlock : Lady Tarbotham
- William Austin : Lord Tarbotham
- Bob Kortman : le garde forestier recruteur
- William Courtright (non crédité) : majordome du colonel Buckshot

## Autour du film
Cette comédie est basée sur l'adaptation du sketch de music hall Home From the Honeymoon écrit par le propre père de Stan Laurel, Arthur J. Jefferson. Laurel et Hardy en tourneront une version parlante, Drôles de locataires (Another Fine Mess) trois ans plus tard.

Ce film, le troisième qu'ils tournent ensemble (après la rencontre fortuite dans Le Veinard (The Lucky dog) et Scandale à Hollywood (45 minutes from Hollywood) où ils ne partagent aucun plan) est une comédie dans laquelle ils sont partenaires et partagent l'affiche. Même si certains historiens du cinéma rechignent à y voir les personnages de Laurel et Hardy, beaucoup d'éléments sont pourtant déjà en place. La domination et le rôle de leader  d'Oliver dans le couple qu'ils incarnent, pour ne citer que le principal.